# Anaceratagallia
Anaceratagallia es un género de insectos hemípteros auquenorrincos de la familia Cicadellidae. Incluye las siguientes especies.

## Especies
- Anaceratagallia aciculata (Horváth, 1894)
- Anaceratagallia austriaca Wagner, 1955
- Anaceratagallia camphorosmatis (Emeljanov, 1964)
- Anaceratagallia estonica Vilbaste, 1959
- Anaceratagallia fragariae (Mitjaev, 1971)
- Anaceratagallia frisia (Wagner, 1939)
- Anaceratagallia harrarensis (Melichar, 1911)
- Anaceratagallia laevis (Ribaut, 1935)
- Anaceratagallia lithuanica Vilbaste, 1974
- Anaceratagallia perarmata Dlabola, 1958
- Anaceratagallia ribauti (Ossiannilsson, 1938)
- Anaceratagallia uncigera (Ribaut, 1935)
- Anaceratagallia venosa (Fourcroy, 1785)